# Lambaro Sibreh
Lambaro Sibreh is een bestuurslaag in het regentschap Aceh Besar van de provincie Atjeh, Indonesië. Lambaro Sibreh telt 398 inwoners (volkstelling 2010).